# Helen Hollick
Helen Hollick (* 1953 in Walthamstow) ist eine britische Schriftstellerin und Bestsellerautorin, die hauptsächlich Historienromane schreibt. Sie ist die Autorin der Artus-Trilogie Pendragon's Banner und der Romane Harold the King und A Hollow Crown.

## Leben
Hollick arbeitete 13 Jahre lang als Bibliothek-Assistentin in einer Bibliothek in Chingford. Zu dieser Zeit entwickelte sie eine Leidenschaft für das Dunkle Zeitalter und König Arthur. 1993, drei Tage nach ihrem 40. Geburtstag, wurde ihre Artus-Trilogie von dem britischen Verlag Heinemann für die Publikation angenommen.
Davor hat sie das Kinderbuch Come and Tell me, über den richtigen Umgang mit der persönlichen Sicherheit, veröffentlicht. Sie schrieb diese Geschichte für ihre damals dreijährige Tochter. Auf ihrer Webseite schreibt sie: "I wanted to tell her how to keep safe in a clear and simple manner — with a message that could be easily remembered, 'Always come and tell me before you go anywhere with anyone' fitted nicely." Auf Deutsch: „Ich wollte ihr zeigen, wie sie sich auf eine klare und einfache Weise schützen konnte — mit einer Aussage, die leicht zu merken war, ‚Komm jedes Mal zu mir und rede mit mir, bevor du mit jemandem irgendwo hingehst‘ passte sehr gut.“ Ihre Geschichte wurde ein offizielles Sicherheitsbuch des britischen Innenministeriums, das landesweit von Polizei und Schulen verwendet wurde.
Bis 2013 lebte Hollick in Walthamstow mit ihrem Ehemann Ron und ihrer erwachsenen Tochter Kathy. Anfang 2013 zog die Familie nach North Devon, um das Stadtleben in London mit einer ruhigeren und ländlicheren Lebensweise zu tauschen. In einer Rezension über King Harold, schrieb Cliff More in der britischen Zeitung Dorset Evening Echo: "What is most inspiring about Hollick is that she can produce such a mammoth book from a household where she is the only reader — both her husband and daughter suffering from severe dyslexia." Auf Deutsch: „Was am meisten über Hollick inspiriert, ist, dass sie als einzige Leserin in ihrem Haushalt solch ein Mammutwerk verfassen kann — ihr Ehemann und ihre Tochter leiden beide an starker Legasthenie.“
Sie ist Mitglied der Society of Authors, einer britischen Schriftstellergewerkschaft. Anfang 2006 war sie als Beraterin und Co-Autorin in der Vorproduktion des geplanten Films 1066 involviert.
Im Juni 2011 wurde sie offiziell eine Bestsellerautorin, als The Forever Queen, die amerikanische Version von A Hollow Crown, auf der USA-Today-Bestsellerliste erschien.

## Werke

### The Pendragon's Banner Trilogy
In Deutschland:
- Artus und Guinever (Heyne Verlag 1996)
- Unter dem Banner Pendragons (Heyne Verlag 1997)

Der dritte Band ist im Heyne Verlag nie erschienen.
Januar 2018 wurde Band 1 der The Pendragon's Banner Trilogy neu auf Deutsch übersetzt und unter dem Titel Die Krönung Pendragons im SadWolf Verlag veröffentlicht.

### The Sea Witch Series
Fiktionale Historische Fantasy über Piraten und Seefahrt für Erwachsene.
- Sea Witch (SilverWood Books 2011)
- Pirate Code (SilverWood Books 2011)
- Bring It Close (SilverWood Books 2011)
- Ripples In The Sand (SilverWood Books 2011)

### The Saxon Series
(The Lost Kingdom – 1066 Series in den USA)
- Harold the King (USA – I Am the Chosen King) (SilverWood Books 2011)

- A Hollow Crown (USA – The Forever Queen) (William Heinemann/Arrow Books 2004)

### Kinderbücher
- Come and Tell Me Be Sensible and Safe (Happy Cat Books 2002)